# 12566 Derichardson
12566 Derichardson este un asteroid din centura principală de asteroizi.

## Descriere
12566 Derichardson este un asteroid din centura principală de asteroizi. A fost descoperit pe 16 septembrie 1998 la Stația Anderson Mesa în cadrul programului LONEOS. Asteroidul prezintă o orbită caracterizată de o semiaxă mare de 3,20 ua, o excentricitate de 0,10 și o înclinație de 5,1° în raport cu ecliptica.